# Destilado herbal

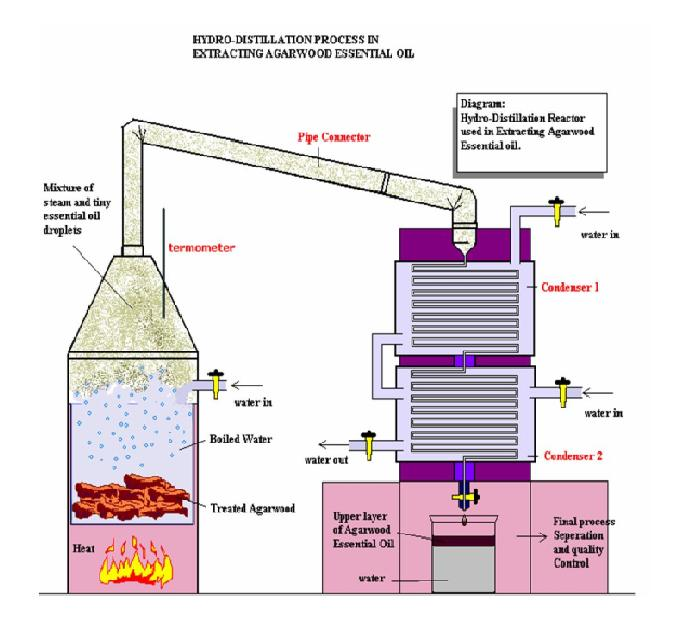
Hidrodestilación en la extracción de aceite esencial de madera de argar.

Un destilado herbal, también denominado agua floral, hidrosol, hidrolato, agua herbal o agua esencial, es un producto acuoso de la destilación. Es una suspensión coloidal (hidrosol) de aceites esenciales, así como de componentes hidrosolubles obtenidos por destilación de vapor o hidrodestilación de hierbas/de plantas. Estos destilados herbales tienen usos saborizantes, medicinales y cosméticos (en el cuidado de la piel). 